# Смирнов, Сергей Сергеевич (футболист)
Сергей Сергеевич Смирнов (17 декабря 1981, Кемеровская область) — российский футболист, полузащитник.

## Биография
Первый тренер — Василий Викторович Абрамов.
Начал выступать на взрослом уровне в 17-летнем возрасте в составе клуба «Заря» (Ленинск-Кузнецкий). Затем в течение нескольких лет выступал за другие клубы второго дивизиона, каждый год меняя команды, в том числе за «Кузбасс» (Кемерово), «Спартак-Орехово», подмосковный «Мострансгаз» и ижевское «Динамо»/«Ижевск».
В 2003 году впервые перешёл в зарубежный клуб — минское «Динамо», но сыграл только один матч в чемпионате Белоруссии, а также провёл 11 матчей в первенстве дублёров. В 2004 году выступал за «Женис», сыграл один матч в чемпионате Казахстана — 24 сентября 2004 года в игре против «Востока» вышел на замену на 57-й минуте вместо Александра Собковича.
В 2005—2008 годах играл во втором дивизионе России за «Алнас», провёл более 100 матчей. По окончании сезона 2008 года завершил карьеру.
Вызывался в молодёжную сборную России, осенью 2002 года сыграл два матча в отборочном турнире молодёжного чемпионата Европы, против сверстников из Ирландии и Грузии.